# Oldenswort
Oldenswort è un comune di 1.275 abitanti dello Schleswig-Holstein, in Germania.
Appartiene al circondario (Kreis) della Frisia Settentrionale (targa NF) ed è parte della comunità amministrativa (Amt) di Eiderstedt.
Ha dato i natali al sociologo Ferdinand Tönnies.